# Adelia Petrosian
Adelia Tigranovna Petrosian (en russe : Аделия Тиграновна Петросян, et en arménien : Ադելյա Տիգրանովնա Պետրոսյան) est une patineuse artistique russe, d'origine arménienne née le 5 juin 2007 à Moscou.
Lors de la saison 2021-2022, elle remporte ses premiers succès internationaux. Elle est également la première patineuse au monde à avoir réalisé une quadruple boucle en compétition, ainsi que la première personne, tous sexes confondus, à en avoir enchaîné deux lors d'un même programme. Toutefois, ces performances ayant eu lieu lors de compétitions nationales russes, elles ne sont pas reconnues par l'Union internationale de patinage.

## Biographie

### Carrière sportive
Née le 5 juin 2007 à Moscou, Adelia Petrosian commence à patiner à l'âge de quatre ans.

## Palmarès
Le 27 octobre 2020, lors de la coupe de Russie à Sotchi, Adelia remporte la coupe junior féminine
Le 23 septembre 2021, lors du Grand Prix ISU junior (en) à Ljubljana, Adelia remporte d'abord la médaille de bronze lors de la troisième étape, puis la médaille d'or à la cinquième étape,,.